# آسیاب منظرخان فارغان
آسیاب منظرخان فارغان مربوط به دوره قاجاریه است و در شهر فارغان، شهرستان حاجی آباد، استان هرمزگان واقع شده است. این اثر در تاریخ نهم بهمن ۱۳۸۴ با شمارهٔ ثبت ۱۴۰۴۵ به‌عنوان یکی از آثار ملی ایران به ثبت رسیده است.